# Az utolsó vacsora (da Vinci-festmény)
Az utolsó vacsora (olasz Il Cenacolo) az itáliai reneszánsz művészet kiemelkedő alkotása, a milánói Santa Maria delle Grazie kolostor refektóriumának falfestménye, Leonardo da Vinci 1498-ra elkészült műve, amely a Jézus keresztre feszítését megelőző utolsó vacsora újszövetségi eseményét eleveníti fel. A festményen a tanítványok arckifejezése annyira beszédes, hogy a képet a művészettörténészek a mozi elődjeként emlegetik.
A festmény motivikája sok tekintetben ma is vitatott.
Egyes elméletek szerint Leonardo da Vinci falfestménye többszörös háromszög-kompozícióba rendezi a jelenetet. Van olyan vélemény is, hogy a legfontosabb hármas csoport a Szentháromságot jelképezi: az Atya ősi jelképe a világmindenséget megtartó pillér, a Szentléleké pedig a Fiútól jobbra zokogó Erzsébet, akit a Bibliában elsőként „töltött be”.  
A Jézus jobbján ülő alakot, aki eltávolodik tőle, a teológusok János apostolnak, az összeesküvés-hívők a feleségének tartják. A hozzá hajoló alak jobb kezében kés van, a másik kezével a nyaktájékon mutat egy agresszív jelet. Ez a meglehetősen bizarr felfogás világszerte a keresztények megdöbbenését váltotta ki. Az előzmények ismeretében és a restaurálást követően azonban biztosan tudható, hogy az Péter apostol, és hogy a kés nem az ő, hanem valaki más kezében van. Ő pedig teljes határozottsággal éppen egy Istennek nem tetsző cselekedetet, Júdás megölését akadályozza meg, ami az emberek bűneinek másnap történő megváltását lehetetlenítené el, és amit a kés isteni csodával történő törése is igazol.
Leonardo egyéniségként és lélektanilag elemezve ábrázolta az apostolokat. Az árulót a gesztusok eszközeivel kirekesztették a közösségből, de ő mégis ellenpontja Jézus méltóságteljes alakjának. Leonardo befejezetlenül hagyta Jézus arcát. A falkép ma igen rossz állapotban van, a nedvesség megrongálta.
Egyesek szerint a festő Júdást nem ruházta fel attribútummal, s alakját betette a többi apostol közé, így nem tudni, melyik alak is ő. Ha viszont elfogadjuk, hogy a festő az alakokat család szerint rendezi, akkor érthető, hogy Péter mögött testvére András, előtte pedig a fia (János ev.: „Simon fia, Júdás”) ül. Furcsább, hogy Jézus szívére most nem János hajol, mert balján a karjait valami miatt rémülten széttáró testvérbátyja, Jakab ül! János viszont ezek szerint a képen nem is szerepel, ami legfeljebb az évszázados átalakításokkal lenne magyarázható.
Glória egyébként a többi alakon sem látható, mert Leonardo mindegyiküket az általa még ifjan kitalált, és következetesen alkalmazott megoldással egyfajta „szellemi” világba helyezte, ahol szentségük magától értetődő. Ezt a szellemi világot a valóstól a teremben körbefutó virágfüzérek határolják, ami felett Boldog Margit ugyancsak általa festett tondója látható. A keresztre feszítést (amit Montorfano készített) viszont a valós világban helyezte el, ott a szentek glóriával láthatók. Ez a megoldás látható a Sziklás Madonna-képeken is: a párizsi változaton az alakok a szellemi világ részei, a londonira pedig saját kezűleg festett glóriákat. Ott a nőalak azért nem mutathat Istenre, mert az a valós világban számára nem látható. Isten valamely szent rámutatásával történő jelzése egyébként Leonardo másik nagy ifjúkori „felfedezése”, amit később is alkalmazott, és amit Michelangelo is felhasznált az Utolsó ítéletben (Ott Mária mutat rá).
Jól látható, és vonalzóval is ellenőrizhető, hogy a kép minden perspektívavonala – a tartógerendák, díszítések stb. a terem felől – pontosan Jézus arcára vetülve – a kép geometriai középpontja felé tartanak.
Érzékelhető tehát, hogy egy mélyen vallásos, „konstruktivista” alkotásról van szó, ami azonban éppen ezáltal valamit elhibázott – a mestermű és alkotójának története ezt tükrözi.
Egy 2007-es elmélet szerint a kép egy zenei motívumot is tartalmaz rejtetten.
A Riccardo Magnani által végzett elemzés arra utal, hogy lehetséges egyezések vannak a Resegone hegy formái és a Como-tó partjának Lecco városában ábrázolt alakok között Leonardo da Vinci Utolsó vacsora című festményén.